# Russell Stannard
Russell Stannard (Londres, 24 de diciembre de 1931 - 4 de julio de 2022) fue un físico británico, profesor emérito de física en la Open University.

## Biografía
Educado en el University College de Londres, donde obtuvo el premio de Licenciatura de Física en 1953 y fue condecorado con la Medalla Rosa Morrison por ser el estudiante más destacado del año en el UCL. Hizo el doctorado en 1956 con trabajos de investigación en la física de rayos cósmicos realizados en la estación de investigación monte Marmolada en Italia.
Inició su carrera de investigador en el campo de la física nuclear de altas energías, especializado en la cámara de burbuja y en las técnicas de emulsión nuclear. Pasó los años 1959-1960 en el Laboratorio Lawrence de Radiación en Berkeley, California. Trabajó con los aceleradores en el laboratorio Rutherford, Harwell, y en el CERN en Ginebra.
Profesor en la Universidad College de Londres hasta 1969, Stannard se convirtió en uno de los primeros universitarios en unirse y ayudar a crear la Open University (OU), que hoy ha crecido hasta convertirse en la universidad más grande en el Reino Unido con 200.000 estudiantes. Se hizo profesor en 1971 y asumió el puesto de Jefe del Departamento de Física en la OU hasta 1997. Entre 1975 y 1977 fue Pro-Vicecanciller (Planificación), de la OU.
En miembro del Instituto de Física (UK), y Chartered Physicist (CPhys), y fue elegido Vicepresidente del Instituto de Física (Educación) de 1987 a 1991. Cuando inició un interés activo en las relaciones entre ciencia y religión, se convirtió en un Visiting Fellow en el Centro de Investigación Teológica de Princeton. En 1986 fue galardonado con el Premio Templeton por importantes contribuciones en el campo de los valores espirituales, en particular para las contribuciones a una mayor comprensión de la ciencia y la religión. 
En 1998 fue nombrado oficial de la Orden del Imperio Británico (OBE) por la Reina por sus contribuciones a la física, la Universidad Abierta, y la popularización de la ciencia. En 2000 fue elegido miembro de University College de Londres, concedido a los que han logrado la distinción en las artes, la literatura, la ciencia o la vida pública.
Sus publicaciones incluyen más de sesenta artículos en revistas especializadas. De los veinticinco libros que ha escrito, dieciocho están dirigidos a niños y se han traducido a veinte idiomas. Han sido seleccionados o nominados para el UK Children’s Science Book Prize (cinco veces), el Whitbread Children’s Novel, la Carnegie Medal, la Kate Greenaway Medal y el Science Writing Award del American Institute of Physics. 
Sus libros para adultos en materia de ciencia y religión son: 
Science and the Renewal of Belief, Grounds for Reasonable Belief, Doing Away with God?, Science and Wonders, Why?, God for the 21st Century y The God Experiment, y ha contribuido en capítulos de Evidence of Purpose, How Large Is God? y Evidence of Purpose and Spiritual Evolution. Doing Away With God? se clasificó para el Collins Biennial Religious Book of the Year.
En 1994, con el apoyo financiero de la John Templeton Foundation, Stannard elaboró y escribió una serie de cuatro vídeos de veinte minutos producido por un equipo de la BBC, The Question Is... (La cuestión es...) que se ocupan de las relaciones entre la ciencia y la religión para los jóvenes. Hasta la fecha, el 40 por ciento de todas las escuelas secundarias del Reino Unido ha comprado la serie para su uso en clases de educación religiosa.
En 1996 Stannard diseñó y presentó Science and Wonders (Ciencia y Maravillas), una serie de cinco programas de cuarenta y cinco minutos para la BBC Radio 4. Fue votado como el número 1 de Radio Logro del año por The Sunday Times.
A lo largo de los años ha emitido cincuenta programas en la serie Thought for the Day (El pensamiento del día) de BBC Radio 4. En 1996, a petición del Arzobispo de Canterbury, él y el Arzobispo de York llevaron a cabo un seminario de un día sobre la ciencia y la religión para los 100 obispos de la Iglesia de Inglaterra.
Stannard dirige el Programa de Becas Templeton-Cambridge de Periodismo sobre Ciencia y Religión. Durante los últimos diez años ha sido administrador de la John Templeton Foundation.
En 1997–1998 pronunció las conferencias Gifford con el título The God Experiment.

### Ediciones en español
- Los agujeros negros y el tío Albert. Celeste Ediciones. 1993. ISBN 978-84-87553-44-8.
- El tiempo, el espacio y el tío Albert. Celeste Ediciones. 1993. ISBN 978-84-87553-45-5.